# Сан-Феле
Сан-Феле (італ. San Fele) — муніципалітет в Італії, у регіоні Базиліката, провінція Потенца.
Сан-Феле розташований на відстані близько 290 км на південний схід від Рима, 31 км на північний захід від Потенци.
Населення — 3070 осіб (2014).
Щорічний фестиваль відбувається 30 липня та 20 січня. Покровитель — San Giustino de Jacobis.

## Демографія
Населення за роками:

Станом на 1 січня 2023 року в муніципалітеті офіційно проживало 111 іноземців з 19 країн, серед них 57 громадян країн Євросоюзу та 8 громадян України.

## Сусідні муніципалітети
- Ателла
- Белла
- Кастельгранде
- Філіано
- Муро-Лукано
- Рапоне
- Руво-дель-Монте
- Ріонеро-ін-Вультуре